# Circuit des Ardennes
Il Circuit des Ardennes è una corsa a tappe maschile di ciclismo su strada che si svolge annualmente nel dipartimento delle Ardenne, in Francia. Dal 2005 fa parte del calendario UCI Europe Tour, come evento di classe 2.2.

## Storia
La corsa fu creata nel 1930 ma, dopo quella prima edizione, non fu più disputata fino al 1951. Inizialmente riservata a professionisti e indipendenti fino al 1958, dal 1959 al 1963 fu aperta a indipendenti e dilettanti. Dopo uno stop di tredici anni, tornò ad essere organizzata dal 1977 al 1988 come prova dilettantistica poi, dopo una seconda interruzione, dal 2000 tornò stabilmente nel calendario internazionale. Inizialmente riservata alla categoria "Elite 2", dal 2005 è inserita nel calendario dell'UCI Europe Tour.

## Albo d'oro
Aggiornato all'edizione 2025.
| Anno    | Vincitore                                           | Secondo                                             | Terzo                                               |
| ------- | --------------------------------------------------- | --------------------------------------------------- | --------------------------------------------------- |
| 1930    | Albert Barthélémy                                   | Georges Marienne                                    | Alfred Mottard                                      |
| 1931-50 | non disputato                                       | non disputato                                       | non disputato                                       |
| 1951    | Jacques Michel                                      | Fortunato Previtali                                 | Jean Mage                                           |
| 1952    | André Geneste                                       | Elie Marsy                                          | Albert Platel                                       |
| 1953    | Albert Platel                                       | Louis Deprez                                        | Rollin                                              |
| 1954    | Louis Deprez                                        | Ernest Menage                                       | Guido Anzile                                        |
| 1955    | Eugène Tamburlini                                   | Louis Deprez                                        | Joseph Groussard                                    |
| 1956    | Bruno Modenese                                      | Henri Wasilewski                                    | Jean Gosselin                                       |
| 1957    | Édouard Delberghe                                   | Robert Pallu                                        | Joseph Wasko                                        |
| 1958    | Bruno Modenese                                      | René Ostertag                                       | Arthur Bihannic                                     |
| 1959    | Robert Pallu                                        | Georges Dubois                                      | Maurice Munter                                      |
| 1960    | André Geneste                                       | Marcel Hocquaux                                     | Yves Pichon                                         |
| 1961    | Noël Chavy                                          | Arthur Bihannic                                     | Jean Mossello                                       |
| 1962    | John Geddes                                         | Roger Bardiaux                                      | Emmanuel Crenn                                      |
| 1963    | Marcel Hocquaux                                     | Joseph Wasko                                        | Robert Fuhrel                                       |
| 1964-76 | non disputato                                       | non disputato                                       | non disputato                                       |
| 1977    | Christian Calzati                                   | Dudley Hayton                                       | Edgard Chollier                                     |
| 1978    | Daniel Yon                                          | Guy Bricnet                                         | Philippe Miotti                                     |
| 1979    | Daniel Leveau                                       | Anthony Doyle                                       | Michel Riou                                         |
| 1980    | Zdenek Bartonicek                                   | Ignace Planckaert                                   | Greg LeMond                                         |
| 1981    | Michal Klasa                                        | Milos Hrazdira                                      | Jérôme Simone                                       |
| 1982    | Milan Jurčo                                         | Jiří Škoda                                          | Sergej Sukhanov                                     |
| 1983    | Bruno Wojtinek                                      | Daniel Maquet                                       | Malcolm Elliott                                     |
| 1984    | Heinz Imboden                                       | Hans-Joachim Pohl                                   | Davis Phinney                                       |
| 1985    | Mario Hernig                                        | Peter Harings                                       | Petar Petrov                                        |
| 1986    | Roman Kreuziger                                     | Michael Stuck                                       | Nentcho Stajkov                                     |
| 1987    | Laurent Pillon                                      | Nentcho Stajkov                                     | Petar Petrov                                        |
| 1988    | Dimitri Zhdanov                                     | Vjačeslav Ekimov                                    | Dmitrij Neljubin                                    |
| 1989-99 | non disputato                                       | non disputato                                       | non disputato                                       |
| 2000    | Jérôme Desjardins                                   | Pascal Pofilet                                      | Samuel Plouhinec                                    |
| 2001    | Cédric Loué                                         | Carlo Meneghetti                                    | Cédric Célarier                                     |
| 2002    | Nicolas Dumont                                      | José Medina                                         | Mads Kaggestad                                      |
| 2003    | Thomas Löfkvist                                     | Jussi Veikkanen                                     | Nicolas Dumont                                      |
| 2004    | Ėduard Vorganov                                     | Noan Lelarge                                        | Shinichi Fukushima                                  |
| 2005    | Florian Morizot                                     | Anders Lund                                         | Mathieu Perget                                      |
| 2006    | Sergej Kolesnikov                                   | Borut Božič                                         | David Arassus                                       |
| 2007    | Jérôme Coppel                                       | Nicolas Fritsch                                     | Bart Oegema                                         |
| 2008    | Jan Bakelants                                       | Brian Vandborg                                      | Dirk Müller                                         |
| 2009    | Dimitri Champion                                    | Romain Zingle                                       | Arthur Vichot                                       |
| 2010    | Michail Antonov                                     | Thomas Rostollan                                    | Florian Morizot                                     |
| 2011    | Gianni Meersman                                     | Laurent Pichon                                      | Andrej Solomennikov                                 |
| 2012    | Marek Rutkiewicz                                    | Russell Downing                                     | Vjačeslav Kuznetsov                                 |
| 2013    | Riccardo Zoidl                                      | Markus Eibegger                                     | Christoph Pfingsten                                 |
| 2014    | Łukasz Wiśniowski                                   | Grega Bole                                          | Kristian Haugaard Jensen                            |
| 2015    | Evaldas Šiškevičius                                 | Julien Loubet                                       | Ignatas Konovalovas                                 |
| 2016    | Olivier Pardini                                     | Baptiste Planckaert                                 | Reidar Borgersen                                    |
| 2017    | Jhonatan Narváez                                    | Maxime Vantomme                                     | Julien Antomarchi                                   |
| 2018    | Anthony Maldonado                                   | Cees Bol                                            | Jérémy Cornu                                        |
| 2019    | Alexander Kamp                                      | Andreas Leknessund                                  | Kobe Goossens                                       |
| 2020    | annullata per la Pandemia di COVID-19 del 2019-2021 | annullata per la Pandemia di COVID-19 del 2019-2021 | annullata per la Pandemia di COVID-19 del 2019-2021 |
| 2021    | Lucas Eriksson                                      | Leon Heinschke                                      | Matěj Zahálka                                       |
| 2022    | Lucas Eriksson                                      | Reuben Thompson                                     | Dominik Neuman                                      |
| 2023    | Mathias Bregnhøj                                    | Matěj Zahálka                                       | Thibaud Gruel                                       |
| 2024    | Joseph Blackmore                                    | Mathias Bregnhøj                                    | Tijmen Graat                                        |
| 2025    | Brady Gilmore                                       | Jarno Widar                                         | Patrick Boje Frydkjær                               |